# رفلکس مچ پا

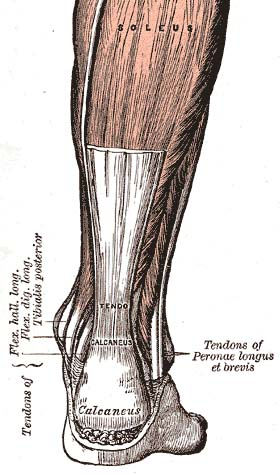
تاندون آشیل-آناتومی گری

رفلکس مچ پا یا رفلکس تکانشی مچ پا که به آن رفلکس آشیل هم می‌گویند، زمانی رخ می‌دهد که تاندون آشیل در حالی که پا به رویِ پا خمیده باشد (dorsiflexed)، ضربه بخورد. این رفلکس، از نوعِ کششی است که عملکرد عضله گاستروکنمیوس و عصب پشتیبانِ آن را می‌آزماید. یک نتیجهٔ مثبت، تکان‌دادنِ پا به سمتِ سطح کف پا خواهد بود. به عنوان یک رفلکسِ عمیقِ زردپِیی، تک‌سیناپسی محسوب می‌شود و جزو رفلکس‌های سگمنتالِ ستون فقرات می‌باشد. هنگامی که رفلکس‌های سگمنتالِ نخاعی، دست‌نخورده هستند، یکپارچگی موارد زیر تأیید می‌شود: عصب‌دهی پوستی، تامین عصبی و ورودی قشر به بخش مربوطهٔ ستون فقرات.
اهمیت این رفلکس در این است که توسط بخشِ S1 از طنابِ نخاعی پشتیبانی می‌شود و با بررسی آن، سلامتِ بخش عصبیِ مذکور هم به نوعی بررسی شده‌است.

## رَویه و اجزاء
ابتداً مچ پای بیمار، شُل باشد. پشتیبانی از قسمت‌های برآمدهٔ پایین‌تر از ریشهٔ انگشتانِ پا حداقل تا حدودی برای ایجاد کشش در زردپی آشیل مفید است اما مچ پا را به طور کامل عقب‌خَم (dorsiflexed) نکنید. با یک چکش پلاستیکی، ضربه‌ای کوچک به زردپی آشیل بزنید و بازتاب (رفلکس) را مشاهده کنید. پاسخ مثبت، یک جلوخَمِ (plantarflexion) سریع در پا است. پاسخ هم طبق سامانهٔ درجه‌بندی بازتاب، به درجه‌های ۴-۱ رده‌بندی می‌شود.

## عدم بازتابِ مچ پا
رفلکسِ آشیل بررسی می‌کند که آیا رشته‌های عصبی S 1 و S 2  سالم اند و می‌تواند نمایانندهٔ آسیب‌شناسی عصب سیاتیک باشند یا نه. به طور کلاسیک، این بازتاب در کم‌کاریِ تیروئید به تعویق می‌افتد. این رفلکس معمولاً در فتق دیسک در بخشِ L 5 -S 1 از نخاع هم دیده نمی‌شود. کاهش این بازتاب ممکن است نمایانندهٔ نوروپاتی محیطی هم باشد.

### علت‌های شایع
- سندرم فتق دیسک کمر
- تنگیِ کانالِ نخاعی‌کمری
- اختلالات غدد درون ریز
  - کم‌کاری تیروئید
- نوروپاتیِ سیاتیک
- اختلالِ شبکهٔ کمری‌خاجی
- اسکلروزِ جانبیِ آمیوتروفیک
- نشانگانِ اسب دمی (Cauda equina)
- رادیکولوپاتیِ کمری
- نشانگانِ هلمزاِدی
- ایدیوپاتیک
- ضربه
  - ضربه مغزی، ضربه به نخاع
- سرمازدگی
- بیماری‌های واگیر
  - تابس دورسالیس
  - فلج اطفال
  - عفونتِ دیسکِ کمر/پیوژنیک
  - آراشنوئیدیتِ کمری-خاجی
- اختلالاتِ نئوپلاستیک
  - اولیه
  - ثانویه
- آلرژی، بیماری بافت همبند، بیماری‌های خودایمنی
- نوروپاتیِ دیابتی

### علت‌های نادِرتر
- ابالیپوپروتئینمی
- ناهنجاری‌های الکترولیتی
  - کم‌پتاسیمی (هیپوکالمی)
- اختلالاتِ کمبود (Deficiency disorders)
  - کمبودِ ویتامین E
- اختلالاتِ رشدیِ مادرزادی
  - اِسپینا بیفیدا
- اختلالاتِ ژنتیکی
  - فلجِ دوره‌اِی هیپوکالمیک
  - بیماریِ شارکوماری‌دندان (Charcot–Marie–Tooth)
  - تحلیلِ عضلانی‌نخاعی
  - آتاکسیِ فریدریش
- داروها و مخدرها
  - توبوکورارین
  - پیریدوکسینِ اضافی/مگادوز
  - اعتیادِ مزمن به الکل[۳]

## کلونوسِ مچِ پا
بیش‌خَمیِ (هایپرفلکشن) درجه‌چهارِ مچِ پا را کلونوس مچ پا می‌نامند که طبیعی نیست.

### علت‌ها
هر گونه ضایعاتِ نخاعی اَعَم از تروماتیک، نئوپلاستیک، پیوژنیک و عروقی، بالاتر از سطح S1، می‌تواند باعث ایجاد کلونوس شود. این، به دلیل اسپاستیسیتهٔ ناشی از آسیبِ نوعِ UMN است که باعث بیش‌خَمی (هیپررفلکسی) و کلونوس می‌شود. برخی دیگر از علت‌های کلونوس عبارت اند از:
- مِننژیت
- کُزاز
- CJD یا «Creutzfeldt-Jakob disease»
- فلجِ مَغزی
- اسکلروزِ چَندگانه
- سیرنگومیلیا
- پِرِه‌اکلامپسی

### پاورقی‌ها
1. ↑  معادلِ فارسیِ مصوبِ فرهنگستانِ «رفلکس»، «بازتاب» است.

1. ↑  "Medscape- Neurologic examination". Retrieved 6 February 2013.
2. ↑  Walker, HK (1990). "Deep Tendon Reflexes".  In Walker, HK; Hall, WD; Hurst, JW (eds.). Clinical Methods: The History, Physical, and Laboratory Examinations (3 ed.). Boston: Butterworths. ISBN 9780409900774. PMID 21250237. Retrieved 18 July 2017.
3. ↑  "Diagnosis". Archived from the original on 9 June 2014. Retrieved 6 February 2013.